# جرالد سیم
جرالد گرانت سیم (انگلیسی: Gerald Grant Sim؛ ۴ ژوئن ۱۹۲۵ – ۱۱ دسامبر ۲۰۱۴) هنرپیشه اهل بریتانیا بود.

## گزیدهٔ نقش‌آفرینی‌ها
- سکوت خشمناک (۱۹۶۰) – پرایویت
- اتاق ال شکل (۱۹۶۲) – پزشک در بیمارستان
- خیانتکار (۱۹۶۴) – مرد در مهمانی
- جلسه احضار ارواح در یک بعدازظهر بارانی (۱۹۶۴) – بیدل
- نجواگران (۱۹۶۷) – آقای کنراد
- اوه! چه جنگ دلپذیری (۱۹۶۹) – کشیش
- دختر رایان (۱۹۷۰) – کاپیتان
- دکتر جکیل و خواهر هاید (۱۹۷۱) – پروفسور رابرتسون
- جنون (۱۹۷۲) – آقای آشر
- وینستون جوان (۱۹۷۲) – مهندس
- پلی در دوردست (۱۹۷۷) – سرهنگ سیمز
- گاندی (۱۹۸۲) – دادرس
- خانم مارپل (۱۹۸۵) – پزشکی قانونی
- آزادی را فریاد کن (۱۹۸۷) – پزشک پلیس
- بازی‌های میهن‌پرستانه (۱۹۹۲) – لرد جاستیس
- چاپلین (۱۹۹۲) – پزشک
- سرزمین سایه‌ها (۱۹۹۳) – ثبت‌کننده ارشد